# Pentapetalae

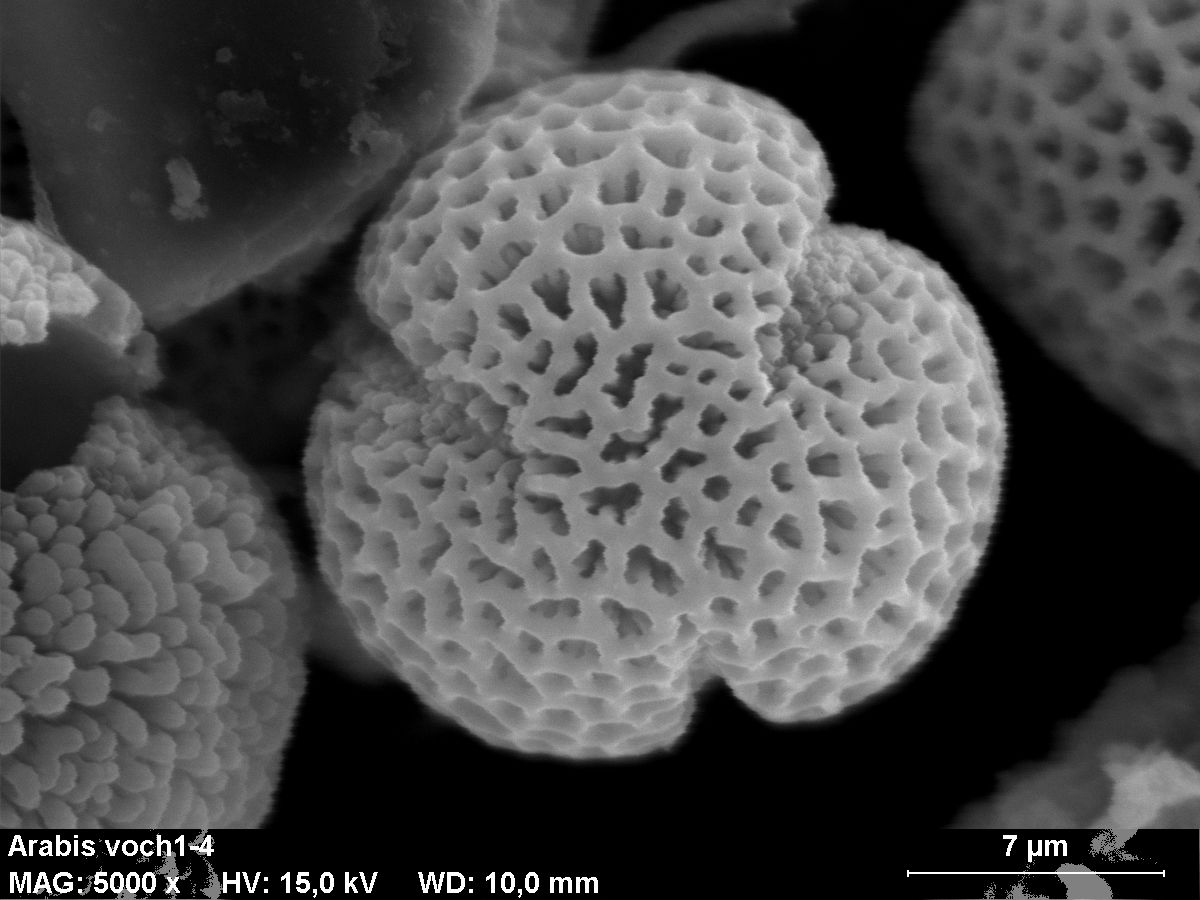
Imagem obtida com microscópio electrónico de varrimento de um grão de pólen tricolpado de Arabis sp.

Pentapetalae é a designação dada em nomenclatura filogenética a um grande agrupamento de eudicotiledóneas que foram inicialmente denominadas informalmente como o «núcleo das eudicotiledóneas» (em inglês: core eudicots) em estudos sobre a filogenia das angiospérmicas. O agrupamento integra um grupo extremamente amplo e diverso que reúne cerca de 65% das  espécies de angiospérmicas, com uma grande variabilidade de hábito, morfologia, fitoquímica, distribuição geográfica e outros atributos. A sistemática clássica, baseada unicamente na informação morfológica, não foi capaz de reconhecer este grupo, pelo que a sua circunscrição como um clado está baseada numa forte evidência obtida por análise molecular de ADN.

## Composição
O clado das pentapétalas é composto pelas ordens Berberidopsidales (incluindo a família Aextoxicaceae) Caryophyllales, Santalales e Saxifragales, as famílias Dilleniaceae e Vitaceae e todos os taxa integrantes dos clados Asteridae e Rosidae.
As análises filogenéticas de sequências completas do genoma do cloroplasto proporcionaram um esquema confiável para estabelecer as relações entre as principais linhagens das pentapétalas, fornecendo um padrão de referência para a investigação dos processos evolutivos que geraram uma grande parte da diversidade das angiospermas existentes. Face a estes resultados filogenéticos, está em curso a identificação dos caracteres que são exclusivos dos clados das «superasterídeas» e das «superrosídeas», e dos que surgiram de forma paralela em ambos, para explorar as suas implicações evolutivas.

## Descrição
As espécies pentapétalas apresentam, como o nome do clado deixa antever, um tipo de flor característica constituída por verticilos de cinco peças cada um. O perianto é formado por um cálice e uma corola perfeitamente diferenciados. As sépalas são inervados por três ou mais feixes vasculares, denominados rastos foliares, originados no sistema vascular do pecíolo, enquanto que as pétalas apresentam apenas um traço. O androceu usualmente apresenta o dobro das peças presentes no cálice e na corola, dispostas em dois verticilos. Quando o número de estames é maior que o dobro do número de peças do perianto, os estames ocorrem dispostos em fascículos ou formam uma espiral centrífuga.
Os grãos de pólen das espécies pentapétalas são caracteristicamente tricolpados. Este tipo de grão de pólen tem três ou mais poros dentro de sulcos que se denominam «colpos» ou «colpi». Em contraste, a maioria das restantes espermatófitas, isto é o conjunto formado pelas gimnospérmicas, monocotiledóneas e paleodicotiledóneas, apresentam pólen monossulcado, com apenas um poro situado numa ranhura denominada «sulco».
O gineceu das pentapétalas é composto usualmente por cinco carpelos unidos entre si, ainda que sejam também bastante comuns os gineceus formados por três carpelos. Nos casos em que o gineceu é composto por apenas dois carpelos, os mesmos são sobrepostos. Em geral, apresentam «compitum», uma região do estilo onde se unem os canais estilares dos diferentes carpelos numa só cavidade e na qual os tubos polínicos podem mudar de direcção de crescimento de um carpelo para o outro. Os óvulos são usualmente de placentação axilar. O pistilo remata em geral num estilo e num estigma que não é decorrente. O fruto é seco e deiscente e, quando é uma cápsula, apresenta deiscência loculicida. No que respeita à interacção entre o pólen e o pistilo, as pentapétalas apresentam um sistema de incompatibilidade gametofítica baseada no mecanismo de ARNasa.
Outra característica anatómica distintiva das pentapétalas é a presença de um meristema apical da raiz do tipo fechado. Do ponto de vista fitoquímico, este grupo de plantas apresenta cianogénese através da via metabólica dos aminoácidos ramificados, tais como a leucina, a isoleucina e a valina, biossintetizando glucósidos cianogénicos que por hidrólise originam cianeto.

## Diversidade

### Dilleniales

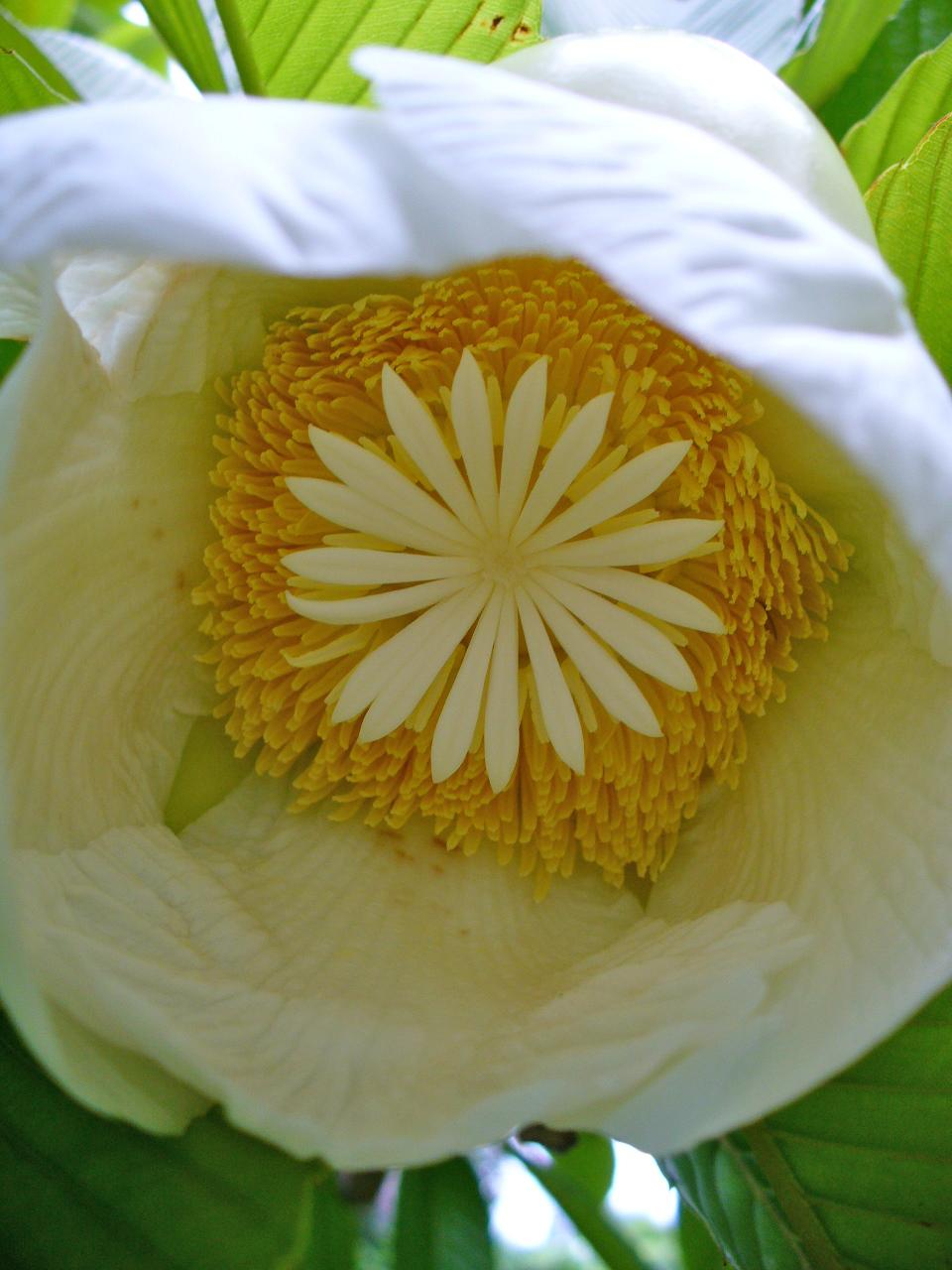
Flor de Dillenia indica (Dilleniales).

As Dilleniales distinguem-se pelas suas folhas com venação secundária, usualmente forte e paralela, com nervuras que vão direitas até ao ápice de cada lobo foliar, sendo comum a venação terciária escalariforme. A lâmina foliar é usualmente áspera, com as folhas a tenderem a alongar-se quando ainda enroladas. A madeira é usualmente de coloração castanho vivo. Os pedicelos são articulados próximo do ápice e persistem depois da flor ter caído; as flores são usualmente conspícuas, com pétalas enrugadas e numerosos estames, que se curvam no ápice e em geral apresentam anteras com poros. Os frutos são pequenos folículos que contêm sementes com arilo. O cálice e os  filamentos são persistentes, sendo o caule por vezes aderente.

### Berberidopsidales

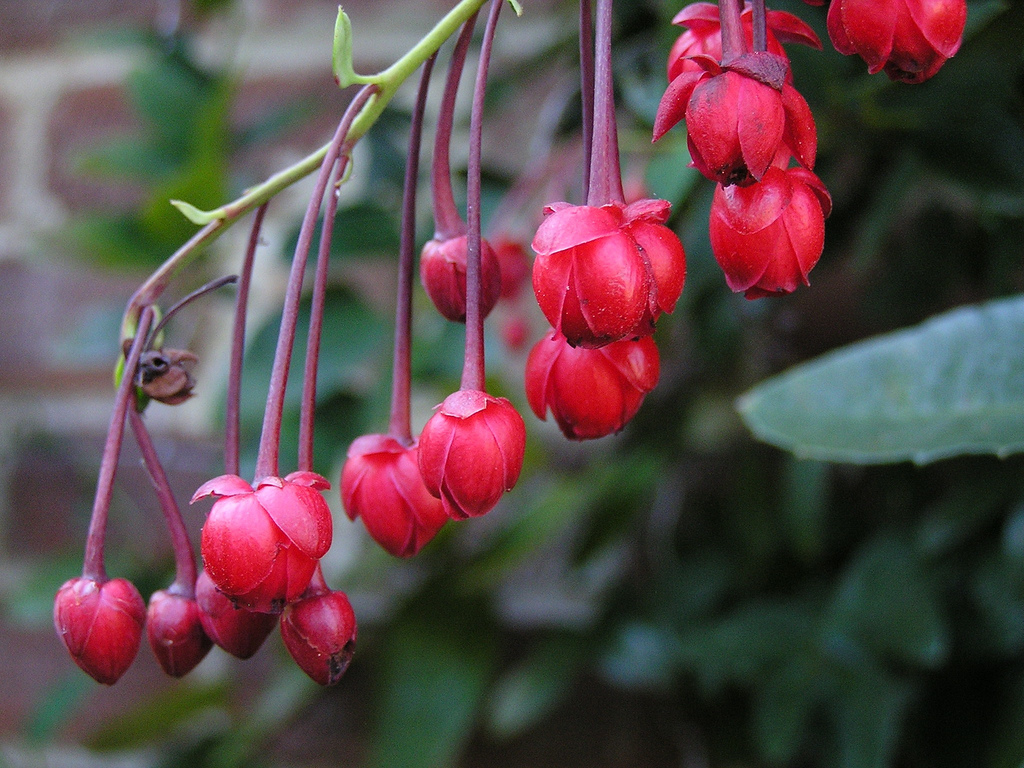
Flores de Berberidopsis corallina (Berberidopsidales).

Berberidopsidales é uma ordem formalmente aceite apenas nas mais recentes classificações filogenéticas das angiospérmicas. Inclui duas pequenas famílias, Aextoxicaceae e Berberidopsidaceae, que em conjunto incluem apenas três géneros e quatro espécies que se distribuem pelo Chile e pelo leste da Austrália.
Os caracteres distintivos da ordem estão em grande parte reflectidos na sua anatomia: a presença de cristais, especialmente drusas, nas folhas e nos pecíolos; os feixes vasculares do pecíolo que formam um anel; e os estomas da epiderme foliar que são de um tipo particular, denominado «ciclocítico». O androceu apresenta estames com o filamento rígido e as sementes apresentam endotesta.
As flores de Berberidopsis corallina não se diferenciam em sépalas e pétalas, mas exibem uma transição gradual de pequenas tépalas externas para tépalas internas, maiores e de cores brilhantes. O androceu é constituído por um anel de estames e apresenta três carpelos com placentação parietal. Pelo contrário, o género Aextoxicon apresenta flores unissexuais e pentâmeras. As flores masculinas apresentam um cálice e uma corola bem diferenciados e um androceu haplostémono. As flores femininas têm o mesmo tipo de perianto, mas o número de peças é mais variável.
Considerando as diferenças entre os dois géneros que pertencem à ordem Berberidopsidales, foi sugerido que o desenvolvimento floral destas plantas é um «enlace» na evolução da flor das gunerídeas (Gunneridae), e que a morfologia floral de Aextoxicon, com características como o número muito variável de sépalas e as pétalas dispostas em espiral, também é compatível com esta hipótese. Apesar disso, a posição das berberidopsidales na árvore filogenética não é congruente com a mesma.

### Santalales

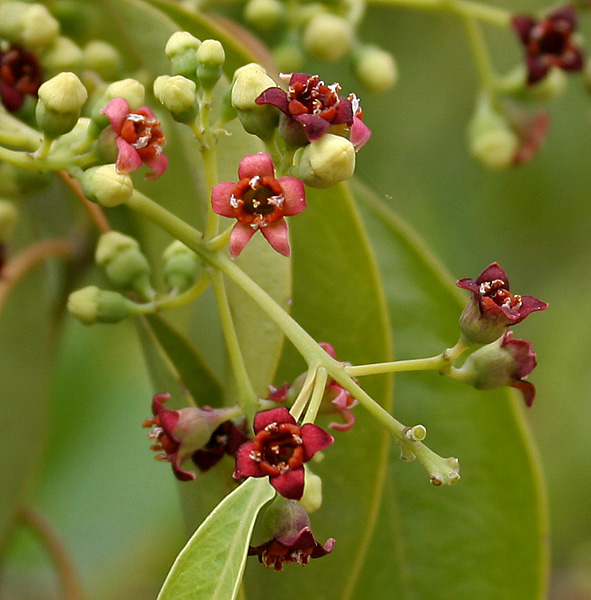
Flores de Santalum album (Santalales).

A ordem Santalales, com cerca de 160 géneros e 2 200 espécies distribuídas por todo o mundo, é um grupo monofilético que ocupou durante longo tempo uma posição indeterminada entre as Gunneridae. Recentemente, os estudos filogenéticos baseados em dados moleculares do genoma completo do cloroplasto indicam que a posição mais correcta das Santalales é entre as asterídeas.
A ordem Santalales é ecologicamente diversa e inclui plantas de vida livre, como Erythropalum, assim como (hemi)parasitas. Entre estas últimas, há espécies que parasitam caules ou ramos, como os viscos do género Misodendrum, e parasitas da raiz, incluindo a árvore do sândalo (Santalum album), bem conhecida e economicamente importante já que extractos da sua madeira aromática são um componente de muitos perfumes.
O sistema de classificação APG III reconhece sete famílias na ordem Santalales: Balanophoraceae, Misodendraceae, Opiliaceae, Schoepfiaceae, Loranthaceae, Santalaceae (incluindo Viscaceae) e Olacaceae. Em 2010, novos dados moleculares permitiram rever essa conclusão, pelo que actualmente se reconhecem como integrantes das Santalales as famílias Aptandraceae, Balanophoraceae, Coulaceae, Erythropalaceae, Loranthaceae, Misodendraceae, Octonemaceae, Olacaceae, Opiliaceae, Santalaceae, Schoepfiaceae, Strombosiaceae e Ximeniaceae.

### Rosídeas

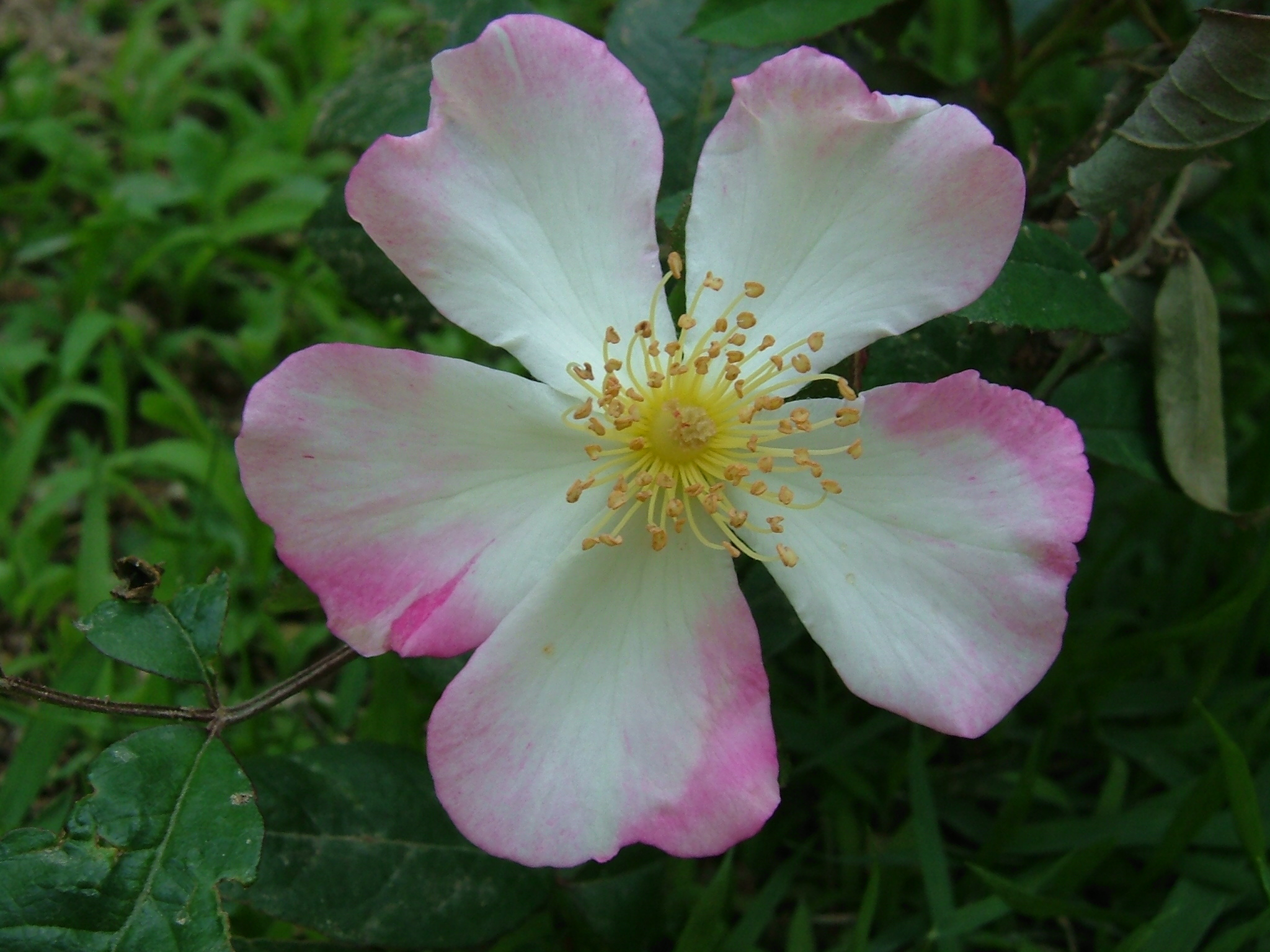
Flor de Rosa uchiyamane (Rosidae).

As Rosidae (rosídeas) são um grande grupo de eudicotiledóneas que integra aproximadamente 70 000 espécies, mais da quarta parte do total das espécies de angiospérmicas.
O agrupamento taxonómico é em geral subdividido em 16 a 20 ordens, dependendo da circunscrição e classificação que se adopte. Estas ordens, por sua vez, agrupam cerca de 140 famílias. Conjuntamente com as asterídeas, constituem os dois maiores grupos de eudicotiledóneas.
As rosídeas partilham um conjunto de características morfológicas que as distinguem dos outros grupos taxonómicos, como a presença de nectários no receptáculo floral, o embrião longo e as distintivas células mucilaginosas. A nível molecular, as rosídeas  caracterizam-se pela perda da função do gene infA do cloroplasto e pela ausência do intron coxII.i3 na mitocôndria.

### Asterídeas

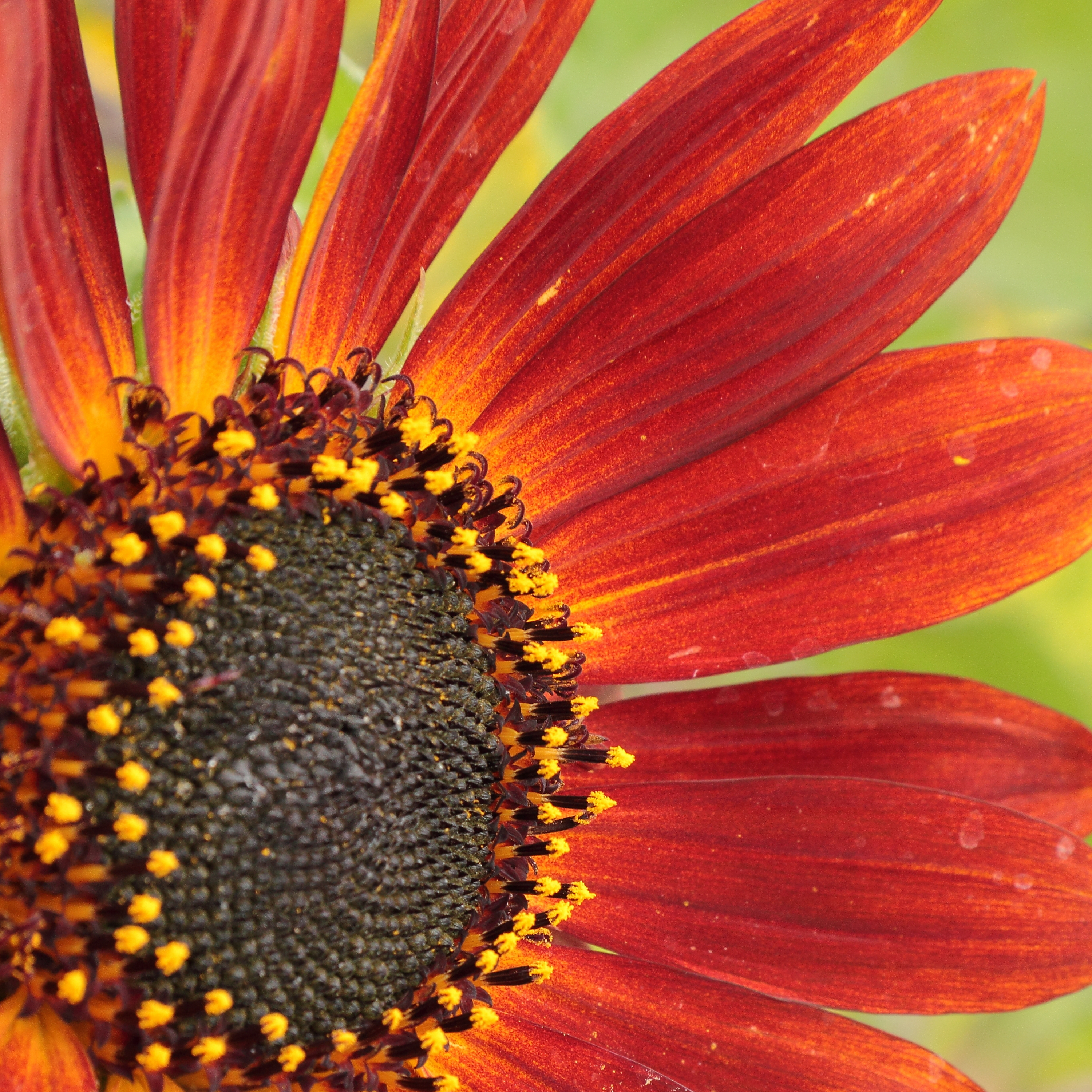
Inflorescência de uma asterácea (Asteridae).

As Asteridae são um grande grupo de eudicotiledóneas que inclui aproximadamente 80 000 espécies, agrupadas em 13 ordens e mais de 100 famílias, o que corresponde a entre a terça e a quarta parte do total de espécies de angiospérmicas. Conjuntamente com as rosídeas, constituem os dois maiores grupos de eudicotiledóneas.
Representam o clado mais apotípico, ou seja o mais apartado do tipo original, ou como por vezes se refere indevidamente, o «mais evoluído», das angiospérmicas. O grupo diferenciou-se provavelmente no início do Cenozoico, há cerca de 50 milhões de anos atrás, e o seu êxito evolutivo está relacionado com a co-adaptação aos insectos polinizadores. Quatro das maiores famílias de angiospérmicas pertencem a este clado: as asteráceas, as rubiáceas, as lamiáceas e as apocináceas.
As plantas pertencentes a este clado caracterizam-se por serem herbáceas, com flores hermafroditas, zigomorfas, isto é com um único plano de simetria, que são polinizadas por insectos. Os estames estão dispostos num círculo e as pétalas da corola estão unidas entre si, formando um tubo. O gineceu é formado por dois carpelos soldados. As flores ocorrem geralmente em inflorescências apertadas, como as espigas das Lamiaceae e as Plantaginaceae ou os capítulos das Asteraceae.

## Evolução e filogenia
A idade deste clado foi estimada em 113 a 116 milhões de anos. Os macrofósseis mais antigos de eudicots, que não podem ser atribuídos a qualquer grupo extante, datam do Cretácico-Cenomaniano, apenas 96-94 milhões de anos atrás.
As análises das sequências dos genomas completos dos cloroplastos permitiram a resolver as relações existentes entre os principais clados de pentapétalas. Logo após separar-se das Gunnerales, as pentapétalas divergiram em três subclados principais: (i) as dileniáceas; (ii) o clado das «superrosídeas», que inclui as saxifragales, as vitáceas e as rosídeas; e (iii) o clado das «superasterídeas», composto pelas berberidopsidales, as santalales, as cariofilales e as asterídeas.
A estreita relação demonstrada à escala molecular entre as saxifragales, as vitáceas e as rosídeas é congruente com as suas afinidades morfológicas. Estes clados formam o denominado «núcleo das rosídeas», as «rosídeas nucleares», nos sistemas de classificação do Cronquist e de Takhtajan.
Todos estes taxa apresentam um androceu com anteras articuladas, folhas com estípulas, o endosperma com  desenvolvimento de tipo nuclear e uma micrópila que se forma a partir do tegumento externo ou de ambos os tegumentos.
Várias sinapomorfias putativas poderiam também caracterizar o clado das superrosídeas. O pólen «psilado» ou com uma estrutura granulosa na exina, os esclereídeos nas folhas, a isomeria do androceu e os carpelos fundidos unem as santalales, as cariofilales e as asterídeas. As folhas sem estípulas pode ser outro dos caracteres sinapomórficos, embora as berberidopsidáceas apresentem estípulas e as extoxicáceas não as têm. Por essas razões, o estatuto do ancestral das berberidopsidales e das asterídeas continua pouco claro.
A divergência inicial entre as Dilleniales, as superrosídeas e as superasterídeas deve ter ocorrido com grande rapidez, dentro de um período de um milhão de anos após a separação inicial das pentapétalas das Gunnerales. Além disso, superrosídeas e superasterídeas mostram uma divergência que ocorreu cedo e com rapidez, já que as linhagens que levaram às Vitaceae, às Saxifragales e às rosídeas surgiu num período de apenas cinco milhões de anos, o mesmo tempo que mediou até ao surgimento das Berberidopsidales, das Caryophyllales e das asterídeas.
O seguinte cladograma resume as relações filogenéticas entre o clado das pentapétalas com os clados próximos e entre os principais agrupamentos taxonómicos incluídos naquele clado:
|          | Vitales                                              |
|          |                                                      |
| eurosids | \| \| Fabidae \| \| \| \| \| \| Malvidae \| \| \| \| |
|          | \| \| Fabidae \| \| \| \| \| \| Malvidae \| \| \| \| |
|          | Fabidae                                              |
|          |                                                      |
|          | Malvidae                                             |
|          |                                                      |

|  | Fabidae  |
|  |          |
|  | Malvidae |
|  |          |

|          | Vitales                                              |
|          |                                                      |
| eurosids | \| \| Fabidae \| \| \| \| \| \| Malvidae \| \| \| \| |
|          | \| \| Fabidae \| \| \| \| \| \| Malvidae \| \| \| \| |
|          | Fabidae                                              |
|          |                                                      |
|          | Malvidae                                             |
|          |                                                      |

|  | Fabidae  |
|  |          |
|  | Malvidae |
|  |          |

|          | Vitales                                              |
|          |                                                      |
| eurosids | \| \| Fabidae \| \| \| \| \| \| Malvidae \| \| \| \| |
|          | \| \| Fabidae \| \| \| \| \| \| Malvidae \| \| \| \| |
|          | Fabidae                                              |
|          |                                                      |
|          | Malvidae                                             |
|          |                                                      |

|  | Fabidae  |
|  |          |
|  | Malvidae |
|  |          |

|          | Vitales                                              |
|          |                                                      |
| eurosids | \| \| Fabidae \| \| \| \| \| \| Malvidae \| \| \| \| |
|          | \| \| Fabidae \| \| \| \| \| \| Malvidae \| \| \| \| |
|          | Fabidae                                              |
|          |                                                      |
|          | Malvidae                                             |
|          |                                                      |

|  | Fabidae  |
|  |          |
|  | Malvidae |
|  |          |

|  | Berberidopsidales |
|  |                   |
|  | Caryophyllales    |
|  |                   |

|             | Ericales                                                  |
|             |                                                           |
| Gentianidae | \| \| Lamiidae \| \| \| \| \| \| Campanulidae \| \| \| \| |
|             | \| \| Lamiidae \| \| \| \| \| \| Campanulidae \| \| \| \| |
|             | Lamiidae                                                  |
|             |                                                           |
|             | Campanulidae                                              |
|             |                                                           |

|  | Lamiidae     |
|  |              |
|  | Campanulidae |
|  |              |

|             | Ericales                                                  |
|             |                                                           |
| Gentianidae | \| \| Lamiidae \| \| \| \| \| \| Campanulidae \| \| \| \| |
|             | \| \| Lamiidae \| \| \| \| \| \| Campanulidae \| \| \| \| |
|             | Lamiidae                                                  |
|             |                                                           |
|             | Campanulidae                                              |
|             |                                                           |

|  | Lamiidae     |
|  |              |
|  | Campanulidae |
|  |              |

|  | Berberidopsidales |
|  |                   |
|  | Caryophyllales    |
|  |                   |

|             | Ericales                                                  |
|             |                                                           |
| Gentianidae | \| \| Lamiidae \| \| \| \| \| \| Campanulidae \| \| \| \| |
|             | \| \| Lamiidae \| \| \| \| \| \| Campanulidae \| \| \| \| |
|             | Lamiidae                                                  |
|             |                                                           |
|             | Campanulidae                                              |
|             |                                                           |

|  | Lamiidae     |
|  |              |
|  | Campanulidae |
|  |              |

|             | Ericales                                                  |
|             |                                                           |
| Gentianidae | \| \| Lamiidae \| \| \| \| \| \| Campanulidae \| \| \| \| |
|             | \| \| Lamiidae \| \| \| \| \| \| Campanulidae \| \| \| \| |
|             | Lamiidae                                                  |
|             |                                                           |
|             | Campanulidae                                              |
|             |                                                           |

|  | Lamiidae     |
|  |              |
|  | Campanulidae |
|  |              |

|  | Berberidopsidales |
|  |                   |
|  | Caryophyllales    |
|  |                   |

|             | Ericales                                                  |
|             |                                                           |
| Gentianidae | \| \| Lamiidae \| \| \| \| \| \| Campanulidae \| \| \| \| |
|             | \| \| Lamiidae \| \| \| \| \| \| Campanulidae \| \| \| \| |
|             | Lamiidae                                                  |
|             |                                                           |
|             | Campanulidae                                              |
|             |                                                           |

|  | Lamiidae     |
|  |              |
|  | Campanulidae |
|  |              |

|             | Ericales                                                  |
|             |                                                           |
| Gentianidae | \| \| Lamiidae \| \| \| \| \| \| Campanulidae \| \| \| \| |
|             | \| \| Lamiidae \| \| \| \| \| \| Campanulidae \| \| \| \| |
|             | Lamiidae                                                  |
|             |                                                           |
|             | Campanulidae                                              |
|             |                                                           |

|  | Lamiidae     |
|  |              |
|  | Campanulidae |
|  |              |

|  | Berberidopsidales |
|  |                   |
|  | Caryophyllales    |
|  |                   |

|             | Ericales                                                  |
|             |                                                           |
| Gentianidae | \| \| Lamiidae \| \| \| \| \| \| Campanulidae \| \| \| \| |
|             | \| \| Lamiidae \| \| \| \| \| \| Campanulidae \| \| \| \| |
|             | Lamiidae                                                  |
|             |                                                           |
|             | Campanulidae                                              |
|             |                                                           |

|  | Lamiidae     |
|  |              |
|  | Campanulidae |
|  |              |

|             | Ericales                                                  |
|             |                                                           |
| Gentianidae | \| \| Lamiidae \| \| \| \| \| \| Campanulidae \| \| \| \| |
|             | \| \| Lamiidae \| \| \| \| \| \| Campanulidae \| \| \| \| |
|             | Lamiidae                                                  |
|             |                                                           |
|             | Campanulidae                                              |
|             |                                                           |

|  | Lamiidae     |
|  |              |
|  | Campanulidae |
|  |              |

|          | Vitales                                              |
|          |                                                      |
| eurosids | \| \| Fabidae \| \| \| \| \| \| Malvidae \| \| \| \| |
|          | \| \| Fabidae \| \| \| \| \| \| Malvidae \| \| \| \| |
|          | Fabidae                                              |
|          |                                                      |
|          | Malvidae                                             |
|          |                                                      |

|  | Fabidae  |
|  |          |
|  | Malvidae |
|  |          |

|          | Vitales                                              |
|          |                                                      |
| eurosids | \| \| Fabidae \| \| \| \| \| \| Malvidae \| \| \| \| |
|          | \| \| Fabidae \| \| \| \| \| \| Malvidae \| \| \| \| |
|          | Fabidae                                              |
|          |                                                      |
|          | Malvidae                                             |
|          |                                                      |

|  | Fabidae  |
|  |          |
|  | Malvidae |
|  |          |

|          | Vitales                                              |
|          |                                                      |
| eurosids | \| \| Fabidae \| \| \| \| \| \| Malvidae \| \| \| \| |
|          | \| \| Fabidae \| \| \| \| \| \| Malvidae \| \| \| \| |
|          | Fabidae                                              |
|          |                                                      |
|          | Malvidae                                             |
|          |                                                      |

|  | Fabidae  |
|  |          |
|  | Malvidae |
|  |          |

|          | Vitales                                              |
|          |                                                      |
| eurosids | \| \| Fabidae \| \| \| \| \| \| Malvidae \| \| \| \| |
|          | \| \| Fabidae \| \| \| \| \| \| Malvidae \| \| \| \| |
|          | Fabidae                                              |
|          |                                                      |
|          | Malvidae                                             |
|          |                                                      |

|  | Fabidae  |
|  |          |
|  | Malvidae |
|  |          |

|  | Berberidopsidales |
|  |                   |
|  | Caryophyllales    |
|  |                   |

|             | Ericales                                                  |
|             |                                                           |
| Gentianidae | \| \| Lamiidae \| \| \| \| \| \| Campanulidae \| \| \| \| |
|             | \| \| Lamiidae \| \| \| \| \| \| Campanulidae \| \| \| \| |
|             | Lamiidae                                                  |
|             |                                                           |
|             | Campanulidae                                              |
|             |                                                           |

|  | Lamiidae     |
|  |              |
|  | Campanulidae |
|  |              |

|             | Ericales                                                  |
|             |                                                           |
| Gentianidae | \| \| Lamiidae \| \| \| \| \| \| Campanulidae \| \| \| \| |
|             | \| \| Lamiidae \| \| \| \| \| \| Campanulidae \| \| \| \| |
|             | Lamiidae                                                  |
|             |                                                           |
|             | Campanulidae                                              |
|             |                                                           |

|  | Lamiidae     |
|  |              |
|  | Campanulidae |
|  |              |

|  | Berberidopsidales |
|  |                   |
|  | Caryophyllales    |
|  |                   |

|             | Ericales                                                  |
|             |                                                           |
| Gentianidae | \| \| Lamiidae \| \| \| \| \| \| Campanulidae \| \| \| \| |
|             | \| \| Lamiidae \| \| \| \| \| \| Campanulidae \| \| \| \| |
|             | Lamiidae                                                  |
|             |                                                           |
|             | Campanulidae                                              |
|             |                                                           |

|  | Lamiidae     |
|  |              |
|  | Campanulidae |
|  |              |

|             | Ericales                                                  |
|             |                                                           |
| Gentianidae | \| \| Lamiidae \| \| \| \| \| \| Campanulidae \| \| \| \| |
|             | \| \| Lamiidae \| \| \| \| \| \| Campanulidae \| \| \| \| |
|             | Lamiidae                                                  |
|             |                                                           |
|             | Campanulidae                                              |
|             |                                                           |

|  | Lamiidae     |
|  |              |
|  | Campanulidae |
|  |              |

|  | Berberidopsidales |
|  |                   |
|  | Caryophyllales    |
|  |                   |

|             | Ericales                                                  |
|             |                                                           |
| Gentianidae | \| \| Lamiidae \| \| \| \| \| \| Campanulidae \| \| \| \| |
|             | \| \| Lamiidae \| \| \| \| \| \| Campanulidae \| \| \| \| |
|             | Lamiidae                                                  |
|             |                                                           |
|             | Campanulidae                                              |
|             |                                                           |

|  | Lamiidae     |
|  |              |
|  | Campanulidae |
|  |              |

|             | Ericales                                                  |
|             |                                                           |
| Gentianidae | \| \| Lamiidae \| \| \| \| \| \| Campanulidae \| \| \| \| |
|             | \| \| Lamiidae \| \| \| \| \| \| Campanulidae \| \| \| \| |
|             | Lamiidae                                                  |
|             |                                                           |
|             | Campanulidae                                              |
|             |                                                           |

|  | Lamiidae     |
|  |              |
|  | Campanulidae |
|  |              |

|  | Berberidopsidales |
|  |                   |
|  | Caryophyllales    |
|  |                   |

|             | Ericales                                                  |
|             |                                                           |
| Gentianidae | \| \| Lamiidae \| \| \| \| \| \| Campanulidae \| \| \| \| |
|             | \| \| Lamiidae \| \| \| \| \| \| Campanulidae \| \| \| \| |
|             | Lamiidae                                                  |
|             |                                                           |
|             | Campanulidae                                              |
|             |                                                           |

|  | Lamiidae     |
|  |              |
|  | Campanulidae |
|  |              |

|             | Ericales                                                  |
|             |                                                           |
| Gentianidae | \| \| Lamiidae \| \| \| \| \| \| Campanulidae \| \| \| \| |
|             | \| \| Lamiidae \| \| \| \| \| \| Campanulidae \| \| \| \| |
|             | Lamiidae                                                  |
|             |                                                           |
|             | Campanulidae                                              |
|             |                                                           |

|  | Lamiidae     |
|  |              |
|  | Campanulidae |
|  |              |

|          | Vitales                                              |
|          |                                                      |
| eurosids | \| \| Fabidae \| \| \| \| \| \| Malvidae \| \| \| \| |
|          | \| \| Fabidae \| \| \| \| \| \| Malvidae \| \| \| \| |
|          | Fabidae                                              |
|          |                                                      |
|          | Malvidae                                             |
|          |                                                      |

|  | Fabidae  |
|  |          |
|  | Malvidae |
|  |          |

|          | Vitales                                              |
|          |                                                      |
| eurosids | \| \| Fabidae \| \| \| \| \| \| Malvidae \| \| \| \| |
|          | \| \| Fabidae \| \| \| \| \| \| Malvidae \| \| \| \| |
|          | Fabidae                                              |
|          |                                                      |
|          | Malvidae                                             |
|          |                                                      |

|  | Fabidae  |
|  |          |
|  | Malvidae |
|  |          |

|          | Vitales                                              |
|          |                                                      |
| eurosids | \| \| Fabidae \| \| \| \| \| \| Malvidae \| \| \| \| |
|          | \| \| Fabidae \| \| \| \| \| \| Malvidae \| \| \| \| |
|          | Fabidae                                              |
|          |                                                      |
|          | Malvidae                                             |
|          |                                                      |

|  | Fabidae  |
|  |          |
|  | Malvidae |
|  |          |

|          | Vitales                                              |
|          |                                                      |
| eurosids | \| \| Fabidae \| \| \| \| \| \| Malvidae \| \| \| \| |
|          | \| \| Fabidae \| \| \| \| \| \| Malvidae \| \| \| \| |
|          | Fabidae                                              |
|          |                                                      |
|          | Malvidae                                             |
|          |                                                      |

|  | Fabidae  |
|  |          |
|  | Malvidae |
|  |          |

|  | Berberidopsidales |
|  |                   |
|  | Caryophyllales    |
|  |                   |

|             | Ericales                                                  |
|             |                                                           |
| Gentianidae | \| \| Lamiidae \| \| \| \| \| \| Campanulidae \| \| \| \| |
|             | \| \| Lamiidae \| \| \| \| \| \| Campanulidae \| \| \| \| |
|             | Lamiidae                                                  |
|             |                                                           |
|             | Campanulidae                                              |
|             |                                                           |

|  | Lamiidae     |
|  |              |
|  | Campanulidae |
|  |              |

|             | Ericales                                                  |
|             |                                                           |
| Gentianidae | \| \| Lamiidae \| \| \| \| \| \| Campanulidae \| \| \| \| |
|             | \| \| Lamiidae \| \| \| \| \| \| Campanulidae \| \| \| \| |
|             | Lamiidae                                                  |
|             |                                                           |
|             | Campanulidae                                              |
|             |                                                           |

|  | Lamiidae     |
|  |              |
|  | Campanulidae |
|  |              |

|  | Berberidopsidales |
|  |                   |
|  | Caryophyllales    |
|  |                   |

|             | Ericales                                                  |
|             |                                                           |
| Gentianidae | \| \| Lamiidae \| \| \| \| \| \| Campanulidae \| \| \| \| |
|             | \| \| Lamiidae \| \| \| \| \| \| Campanulidae \| \| \| \| |
|             | Lamiidae                                                  |
|             |                                                           |
|             | Campanulidae                                              |
|             |                                                           |

|  | Lamiidae     |
|  |              |
|  | Campanulidae |
|  |              |

|             | Ericales                                                  |
|             |                                                           |
| Gentianidae | \| \| Lamiidae \| \| \| \| \| \| Campanulidae \| \| \| \| |
|             | \| \| Lamiidae \| \| \| \| \| \| Campanulidae \| \| \| \| |
|             | Lamiidae                                                  |
|             |                                                           |
|             | Campanulidae                                              |
|             |                                                           |

|  | Lamiidae     |
|  |              |
|  | Campanulidae |
|  |              |

|  | Berberidopsidales |
|  |                   |
|  | Caryophyllales    |
|  |                   |

|             | Ericales                                                  |
|             |                                                           |
| Gentianidae | \| \| Lamiidae \| \| \| \| \| \| Campanulidae \| \| \| \| |
|             | \| \| Lamiidae \| \| \| \| \| \| Campanulidae \| \| \| \| |
|             | Lamiidae                                                  |
|             |                                                           |
|             | Campanulidae                                              |
|             |                                                           |

|  | Lamiidae     |
|  |              |
|  | Campanulidae |
|  |              |

|             | Ericales                                                  |
|             |                                                           |
| Gentianidae | \| \| Lamiidae \| \| \| \| \| \| Campanulidae \| \| \| \| |
|             | \| \| Lamiidae \| \| \| \| \| \| Campanulidae \| \| \| \| |
|             | Lamiidae                                                  |
|             |                                                           |
|             | Campanulidae                                              |
|             |                                                           |

|  | Lamiidae     |
|  |              |
|  | Campanulidae |
|  |              |

|  | Berberidopsidales |
|  |                   |
|  | Caryophyllales    |
|  |                   |

|             | Ericales                                                  |
|             |                                                           |
| Gentianidae | \| \| Lamiidae \| \| \| \| \| \| Campanulidae \| \| \| \| |
|             | \| \| Lamiidae \| \| \| \| \| \| Campanulidae \| \| \| \| |
|             | Lamiidae                                                  |
|             |                                                           |
|             | Campanulidae                                              |
|             |                                                           |

|  | Lamiidae     |
|  |              |
|  | Campanulidae |
|  |              |

|             | Ericales                                                  |
|             |                                                           |
| Gentianidae | \| \| Lamiidae \| \| \| \| \| \| Campanulidae \| \| \| \| |
|             | \| \| Lamiidae \| \| \| \| \| \| Campanulidae \| \| \| \| |
|             | Lamiidae                                                  |
|             |                                                           |
|             | Campanulidae                                              |
|             |                                                           |

|  | Lamiidae     |
|  |              |
|  | Campanulidae |
|  |              |

|          | Vitales                                              |
|          |                                                      |
| eurosids | \| \| Fabidae \| \| \| \| \| \| Malvidae \| \| \| \| |
|          | \| \| Fabidae \| \| \| \| \| \| Malvidae \| \| \| \| |
|          | Fabidae                                              |
|          |                                                      |
|          | Malvidae                                             |
|          |                                                      |

|  | Fabidae  |
|  |          |
|  | Malvidae |
|  |          |

|          | Vitales                                              |
|          |                                                      |
| eurosids | \| \| Fabidae \| \| \| \| \| \| Malvidae \| \| \| \| |
|          | \| \| Fabidae \| \| \| \| \| \| Malvidae \| \| \| \| |
|          | Fabidae                                              |
|          |                                                      |
|          | Malvidae                                             |
|          |                                                      |

|  | Fabidae  |
|  |          |
|  | Malvidae |
|  |          |

|          | Vitales                                              |
|          |                                                      |
| eurosids | \| \| Fabidae \| \| \| \| \| \| Malvidae \| \| \| \| |
|          | \| \| Fabidae \| \| \| \| \| \| Malvidae \| \| \| \| |
|          | Fabidae                                              |
|          |                                                      |
|          | Malvidae                                             |
|          |                                                      |

|  | Fabidae  |
|  |          |
|  | Malvidae |
|  |          |

|          | Vitales                                              |
|          |                                                      |
| eurosids | \| \| Fabidae \| \| \| \| \| \| Malvidae \| \| \| \| |
|          | \| \| Fabidae \| \| \| \| \| \| Malvidae \| \| \| \| |
|          | Fabidae                                              |
|          |                                                      |
|          | Malvidae                                             |
|          |                                                      |

|  | Fabidae  |
|  |          |
|  | Malvidae |
|  |          |

|  | Berberidopsidales |
|  |                   |
|  | Caryophyllales    |
|  |                   |

|             | Ericales                                                  |
|             |                                                           |
| Gentianidae | \| \| Lamiidae \| \| \| \| \| \| Campanulidae \| \| \| \| |
|             | \| \| Lamiidae \| \| \| \| \| \| Campanulidae \| \| \| \| |
|             | Lamiidae                                                  |
|             |                                                           |
|             | Campanulidae                                              |
|             |                                                           |

|  | Lamiidae     |
|  |              |
|  | Campanulidae |
|  |              |

|             | Ericales                                                  |
|             |                                                           |
| Gentianidae | \| \| Lamiidae \| \| \| \| \| \| Campanulidae \| \| \| \| |
|             | \| \| Lamiidae \| \| \| \| \| \| Campanulidae \| \| \| \| |
|             | Lamiidae                                                  |
|             |                                                           |
|             | Campanulidae                                              |
|             |                                                           |

|  | Lamiidae     |
|  |              |
|  | Campanulidae |
|  |              |

|  | Berberidopsidales |
|  |                   |
|  | Caryophyllales    |
|  |                   |

|             | Ericales                                                  |
|             |                                                           |
| Gentianidae | \| \| Lamiidae \| \| \| \| \| \| Campanulidae \| \| \| \| |
|             | \| \| Lamiidae \| \| \| \| \| \| Campanulidae \| \| \| \| |
|             | Lamiidae                                                  |
|             |                                                           |
|             | Campanulidae                                              |
|             |                                                           |

|  | Lamiidae     |
|  |              |
|  | Campanulidae |
|  |              |

|             | Ericales                                                  |
|             |                                                           |
| Gentianidae | \| \| Lamiidae \| \| \| \| \| \| Campanulidae \| \| \| \| |
|             | \| \| Lamiidae \| \| \| \| \| \| Campanulidae \| \| \| \| |
|             | Lamiidae                                                  |
|             |                                                           |
|             | Campanulidae                                              |
|             |                                                           |

|  | Lamiidae     |
|  |              |
|  | Campanulidae |
|  |              |

|  | Berberidopsidales |
|  |                   |
|  | Caryophyllales    |
|  |                   |

|             | Ericales                                                  |
|             |                                                           |
| Gentianidae | \| \| Lamiidae \| \| \| \| \| \| Campanulidae \| \| \| \| |
|             | \| \| Lamiidae \| \| \| \| \| \| Campanulidae \| \| \| \| |
|             | Lamiidae                                                  |
|             |                                                           |
|             | Campanulidae                                              |
|             |                                                           |

|  | Lamiidae     |
|  |              |
|  | Campanulidae |
|  |              |

|             | Ericales                                                  |
|             |                                                           |
| Gentianidae | \| \| Lamiidae \| \| \| \| \| \| Campanulidae \| \| \| \| |
|             | \| \| Lamiidae \| \| \| \| \| \| Campanulidae \| \| \| \| |
|             | Lamiidae                                                  |
|             |                                                           |
|             | Campanulidae                                              |
|             |                                                           |

|  | Lamiidae     |
|  |              |
|  | Campanulidae |
|  |              |

|  | Berberidopsidales |
|  |                   |
|  | Caryophyllales    |
|  |                   |

|             | Ericales                                                  |
|             |                                                           |
| Gentianidae | \| \| Lamiidae \| \| \| \| \| \| Campanulidae \| \| \| \| |
|             | \| \| Lamiidae \| \| \| \| \| \| Campanulidae \| \| \| \| |
|             | Lamiidae                                                  |
|             |                                                           |
|             | Campanulidae                                              |
|             |                                                           |

|  | Lamiidae     |
|  |              |
|  | Campanulidae |
|  |              |

|             | Ericales                                                  |
|             |                                                           |
| Gentianidae | \| \| Lamiidae \| \| \| \| \| \| Campanulidae \| \| \| \| |
|             | \| \| Lamiidae \| \| \| \| \| \| Campanulidae \| \| \| \| |
|             | Lamiidae                                                  |
|             |                                                           |
|             | Campanulidae                                              |
|             |                                                           |

|  | Lamiidae     |
|  |              |
|  | Campanulidae |
|  |              |

Foram sugeridos os nomes «lamiídeas» (para «euasterídeas I») e «campanulídeas» (para «euasterídeas II») e, posteriormente, fabídeas (para «eurrosídeas I») e «malvídeas» (para «eurrosídeas II»).